# Phạm Lê Thảo Nguyên
Phạm Lê Thảo Nguyên(sinh 7 tháng 12 năm 1987) là một nữ kỳ thủ cờ vua Việt Nam đạt chuẩn nữ đại kiện tướng. Hiện nay là kỳ thủ nữ có hệ số Elo cao nhất Việt Nam. Trong giải vô địch nữ châu Á 2011 tại Mashhad, chị giành huy chương bạc.
Tháng 11 năm 2012, Phạm Lê Thảo Nguyên lọt vào top 50 thế giới. Đây cũng là thứ hạng thế giới cao nhất của chị trong sự nghiệp.
Vào tháng 4 năm 2015, chị đã kết hôn với kỳ thủ nam Nguyễn Ngọc Trường Sơn. Trước đó ít lâu, đôi vợ chồng này đã cùng với Lê Quang Liêm giành cả ba tấm vé đi dự Cúp cờ vua thế giới 2015 (nam) và Giải vô địch cờ vua thế giới nữ 2016 (nữ) của khu vực 3.3.
Tháng 3 năm 2016 Phạm Lê Thảo Nguyên giành giải nhất nữ ở Giải cờ vua HDBank với 5/9 điểm. Tháng 4 năm 2016, chị vô địch nội dung cờ nhanh và á quân cờ chớp tại giải vô địch quốc gia.
Tháng 2 năm 2017 Thảo Nguyên dự giải vô địch thế giới nữ. Tuy Elo thấp nhưng chị đã vượt qua hai đối thủ mạnh hơn ở hai vòng đầu là Javakhishvili và Goryachkina.